# Alfonsadas
Las Alfonsadas es una fiesta medieval, declarada de interés turístico de Aragón, que se desarrolla durante el fin de semana más cercano al 24 de junio en Calatayud (Zaragoza).
Se trata de una conmemoración histórica original, arraigada en la tradición popular de la localidad en la que se escenifica la reconquista de Calatayud por Alfonso I El Batallador en el año 1120. Para acompañar la celebración se realizan diferentes representaciones teatrales y actividades medievales. 
La entidad organizadora del festejo es la Asociación Medieval "Alfonso I El Batallador" de Calatayud, la cual tiene la autorización para que dicha representación se lleve a cabo en esta ciudad anualmente.

## Historia
En el año 1117, Alfonso I "El Batallador" inicia la campaña contra Zaragoza, con la ayuda de parientes como de su concuñado Guillermo de Poitiers, Duque de Aquitania, y caballeros del Midi, en el Sur de Francia, además de navarros, aragoneses y de hombres de Vizcaya y Álava.
La ciudad de Zaragoza se entregó el 18 de diciembre de 1118.
Así pues el "Batallador" se proponía asediar Calatayud, sitiándola en el año 1119, pero debió salir al encuentro de un ejército almorávide enviado por el emperador Alí Ben Yusuf, receloso de los éxitos del aragonés, como último intento de frenar el avance cristiano en la batalla de Cutanda, a 50 kilómetros al sureste de Calatayud, el 17 de junio de 1120. Acto seguido como consecuencia de la victoria, el 24 de junio de 1120, se entregaban las ciudades de Calatayud y Daroca y la totalidad de los valles del Jalón y del Jiloca, quedando así abierta la ruta hacia el Levante y en concreto a Valencia.
En Calatayud existió un gran núcleo de resistencia de los árabes y esto obligó a pelear con esfuerzos y peligros, que fueron muy sangrientos, ya que no hubo árabe que no perdiese la vida, libertad o la patria. La victoria fue tan prodigiosa que se atribuyó al divino socorro de San Jorge, y hacía él ha quedado la memoria y el agradecimiento de esta noble ciudad, que festeja al santo capitán como a su restaurador.